# 봉산초등학교 (충남)
봉산초등학교는 대한민국 충청남도 예산군 봉산면 구암리에 있는 공립 초등학교이다.
역대봉산초 교장들1:(2017,3~2020,4
김기경 봉산초등학교장)
```
            2:(2013,3,2~2016,2,10 신상조 봉산초등학교장)
```

## 학교 연혁
| 1936년 | 4월 25일  | 봉산공립보통학교 개교(설립인가 4월 1일) |
| 1938년 | 4월 1일   | 봉산공립심상소학교로 개칭               |
| 1941년 | 4월 1일   | 봉산공립국민학교로 개칭                 |
| 1950년 | 3월 1일   | 봉산국민학교로 개칭                     |
| 1981년 | 6월 1일   | 병설유치원 개원                         |
| 1996년 | 3월 1일   | 봉산초등학교로 개칭                     |
| 1999년 | 9월 1일   | 매봉초등학교와 통합(6학급 편성)         |
| 2000년 | 11월 30일 | 다목적 교실(7개실) 증ㆍ개축             |
| 2009년 | 2월 20일  | 제70회 졸업(총 졸업생 수 4,443명)       |
| 2009년 | 3월 2일   | 1학년 6명 입학                          |
| 2014년 | 2월 15일  | 제75회 졸업                             |
| 2014년 | 3월 4일   | 제33회 원아 취원(19명)                  |
| 2016년 | 2월 5일   | 제77회 졸업(총 졸업생 수 4,484명)       |
| 2016년 | 3월 2일   | 1학년 6명 입학                          |
| 2017년 | 2월 14일  | 제78회 졸업(총 4,488명)                 |
| 2017년 | 3월 2일   | 초등학교 6학급(1학년 9명)               |
| 2017년 | 3월 2일   | 병설유치원 1학급(15명) 편성             |

## 참고 자료
- 봉산초등학교 - 한국교육학술정보원 학교알리미